# Калимеса (Калифорнија)
Калимеса (енгл. Calimesa) град је у америчкој савезној држави Калифорнија. По попису становништва из 2010. у њему је живело 7.879 становника.

## Демографија
Према попису становништва из 2010. у граду је живело 7.879 становника, што је 740 (10,4%) становника више него 2000. године.
| Група             | 2000.         | 2010.         |
| Белци             | 5.845 (81,9%) | 5.730 (72,7%) |
| Афроамериканци    | 42 (0,6%)     | 88 (1,1%)     |
| Азијати           | 76 (1,1%)     | 100 (1,3%)    |
| Хиспаноамериканци | 1.008 (14,1%) | 1.762 (22,4%) |
| Укупно            | 7.139         | 7.879         |